# Socialismo de guerra
Socialismo de guerra es un término para describir la economía de guerra alemana durante la Primera Guerra Mundial bien como una forma de socialismo o como un paso esencial hacia el socialismo.
Durante la Primera Guerra Mundial, el gobierno alemán implementó la movilización total de la economía y de la esfera social para la guerra, resultando en la regulación gubernamental de los sectores público y privado. A esto en Alemania se lo denominó “economía de guerra” (Kriegswirtschaft) o “socialismo de guerra” (Kriegssozialismus).
El término “socialismo de guerra” fue creado por un prominente proponente del sistema mismo, el General Erich Ludendorff.
El socialismo de guerra era un socialismo de Estado militarizado en el cual el Estado ejercía controles y regulaciones sobre toda la economía. La economía socialista de guerra alemana era operada por militares conservadores e industrialistas que habían sido históricamente hostiles al socialismo. Su objetivo era maximizar la producción de guerra y controlar el descontento de los trabajadores que estaba creciendo entre el movimiento obrero organizado.
La libertad de mercado fue severamente restringida por la economía de guerra. La planificación central y regulaciones estatales destinadas a incrementar la producción de armas reemplazaron la economía de mercado. Esto fue interpretado por algunos socialistas como Paul Lensch y Johann Plenge como un paso hacia el socialismo o como una demostración del espíritu inherentemente socialista de los alemanes frente a la Inglaterra capitalista liberal. Por esta razón Paul Lensch interpretó la Primera Guerra Mundial como una “revolución socialista mundial” que confirmaba la validez y superioridad del socialismo, mientras que Plenge sostuvo que la guerra era la expresión de un enfrentamiento entre las ideas liberales de 1789 y las “ideas de 1914” que representaban el espíritu socialista alemán. El revolucionario conservador Oswald Spengler tuvo una interpretación parecida en su libro Prusianismo y socialismo.